# Офрис кавказская
О́фрис кавка́зская (лат. Ophrys caucasica), или Хары-бюльбюль (азерб. Xarıbülbül — букв. «соловьиный шип»), — вид многолетних травянистых растений рода Офрис (Ophrys) семейства Орхидные (Orchidaceae).

## Ботаническое описание
Многолетнее травянистое растение с почти шаровидными корневыми клубнями и стеблем высотой 20—35 см, со скученными продолговато-ланцетными розеточными листьями.
Соцветие редкое, с 4—10 цветками до 2,5 см длины, листочки наружного круга околоцветника желтовато-зелёные, внутреннего — зеленовато-бурые. Губа без шпорца, бархатистая, широкоовальная, яйцевидная, красновато-тёмно-бурая с голубовато-фиолетовым рисунком в виде буквы «Н». При основании губы два небольших сосочковидных бугорка. Завязь слабоскрученная. Цветёт в апреле-мае. Плодоносит в мае.
Плод — коробочка. Размножается только семенами. Декоративное.

## Биология
Цветки опыляются в основном шмелями. Семенное размножение затруднённое и возможно только в определённой среде с наличием некоторых видов почвенных грибов. Прорастание подземное, цветёт долго, в течение нескольких лет. Длительность жизни точно не установлена.

## Распространение и места обитания
На Кавказе, в России — на Черноморском побережье Кавказа и побережье Дагестана. Эндемик[уточнить]. Растёт на опушках, в кустарниках, на травянистых склонах.
Численность их крайне мала, встречается очень редко, отдельными особями. Вид числится в Красной книге России в категории II (находится под угрозой исчезновения).
Распространение в Азербайджане: Самур-Дивичинская и Кура-Араксинская низменности, Апшерон, Шуша. Местное название «Хары-бюльбюль» (азерб. Xarıbülbül — букв. «соловьиный шип»). Занесена в красную книгу Азербайджана в категории «EN B1ab(iii)+2ab(iii)» (находится под угрозой исчезновения).

## Лимитирующие факторы и меры охраны
Сбор и выкапывание населением цветущих растений, нарушение местообитаний. Необходимо организовать микрозаказники в лесничествах, установить контроль за состоянием популяций, ввести культуру в ботанических садах.

## Таксономия
Ophrys caucasica Woronow ex Grossh., Flora Kavkaza 1: 261. 1928.
Ophrys caucasica Woronow, Act. Hort. Tifilis 8(3): 70. 1908.
Вид входит в род Офрис (Ophrys) семейства Орхидных (Orchidaceae).
|  |                    |  |                                              |                                              |                                              |  | ещё 5 триб | ещё 5 триб         |                      |  |  |  | ещё множество видов |
|  |                    |  |                                              |                                              |                                              |  | ещё 5 триб | ещё 5 триб         |                      |  |  |  | ещё множество видов |
|  |                    |  |                                              | подсемейство Орхидные                        |                                              |  |            |                    | род Офрис            |  |  |  |                     |
|  |                    |  |                                              | подсемейство Орхидные                        |                                              |  |            |                    | род Офрис            |  |  |  |                     |
|  | семейство Орхидные |  |                                              |                                              | триба Орхидные, или Ятрышниковые (Orchideae) |  |            |                    | вид Офрис кавказская |  |  |  |                     |
|  | семейство Орхидные |  |                                              |                                              | триба Орхидные, или Ятрышниковые (Orchideae) |  |            |                    |                      |  |  |  |                     |
|  |                    |  | ещё 4 подсемейства (согласно Системе APG II) | ещё 4 подсемейства (согласно Системе APG II) |                                              |  |            | ещё более 30 родов | ещё более 30 родов   |  |  |  |                     |
|  |                    |  |                                              | ещё 4 подсемейства (согласно Системе APG II) |                                              |  |            |                    | ещё более 30 родов   |  |  |  |                     |

Некоторые источники рассматривают данный вид как синоним подвида Ophrys sphegodes subsp. mammosa (Desf.) Soó ex E.Nelson,  Gestaltw. Artb. Orchid. Eur. Mittelmeerl. 184. 1962.

### Синонимы
- Ophrys mammosa var. caucasica Soó
- Ophrys sphegodes subsp. caucasica Soó

## В культуре
Название цветка носит международный фольклорный фестиваль, который ежегодно проводится в Шуше. В виде этого цветка создан символ победы Азербайджана во Второй карабахской войне.

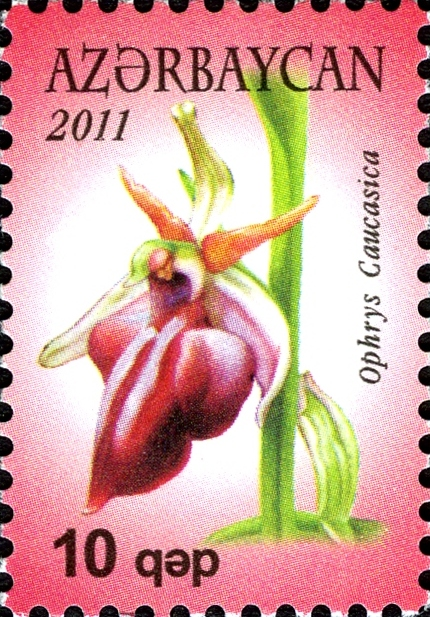
Почтовая марка Азербайджана
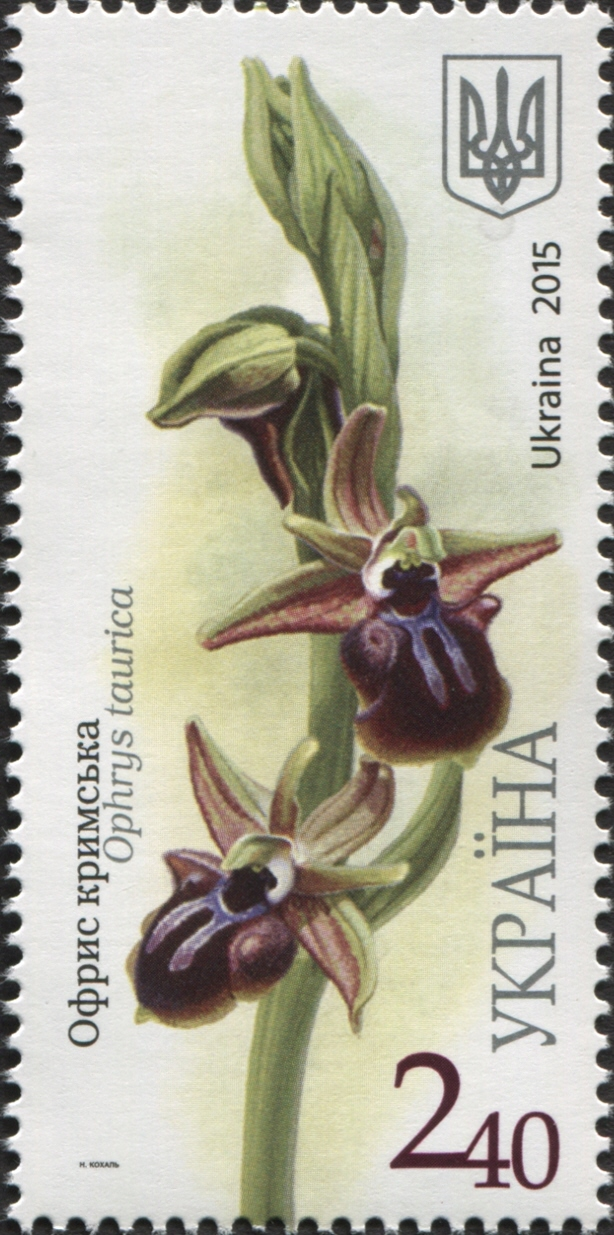
Почтовая марка Украины